# Laval (Québec)
Laval ist eine Stadt im Südwesten der kanadischen Provinz Québec. Sie liegt unmittelbar nördlich von Montreal auf der Île Jésus. Die Stadt ist gleichzeitig ein territoriales Äquivalent einer Regionalgemeinde sowie eine von 17 Verwaltungsregionen der Provinz. Mit 422.993 Einwohnern (Stand: 2016) auf einer Fläche von 247,23 km² ist Laval die drittbevölkerungsreichste Gemeinde Québecs. Die heutige Stadt entstand im Jahr 1965 durch die Fusion von 14 Gemeinden.

## Geographie
Der überwiegende Teil des Stadtgebiets liegt auf der Île Jésus, die mit einer Fläche von 242 km² die zweitgrößte Insel im Hochelaga-Archipel ist. Sie wird im Süden und Osten vom Rivière des Prairies umflossen, im Westen und Norden vom Rivière des Mille Îles. Beides sind Mündungsarme des Ottawa, des bedeutendsten Nebenflusses des Sankt-Lorenz-Stroms. Ganz im Südwesten stößt die Île Jésus an den Lac des Deux Montagnes. Das Stadtgebiet umfasst auch mehrere kleine Inseln in den beiden Flüssen. Dazu gehören die Îles-Laval, die Île Paton und die Île du Mitan im Rivière des Prairies sowie die Île Turcotte, die Île Locas und die Île Saint-Joseph im Rivière des Mille Îles. Die Hauptinsel ist im Norden und Osten ländlich geprägt; die urbanen Gebiete befinden sich im Zentrum sowie am Süd- und Westufer.
Gegenüber dem Rivière des Prairies liegt die Île de Montréal mit der Millionenstadt Montreal. Nachbargemeinden am gegenüberliegenden Ufer des Rivière des Mille Îles, der sogenannten Rive-Nord, sind von Südwest nach Nordost gesehen Deux-Montagnes, Saint-Eustache, Boisbriand, Rosemère, Lorraine, Bois-des-Filion und Terrebonne.

## Geschichte
Der französische König Louis XIII. übertrug die damals als Île Montmagny bezeichnete Hauptinsel am 15. Januar 1636 an den Jesuitenorden. Aus diesem Grund setzte sich bald die Bezeichnung Île Jésus durch. Die Besiedlung durch französische Kolonisten setzte in den 1670er Jahren ein. 1672 ging die Insel in den Besitz des königlichen Sekretärs François Berthelot über, der sie drei Jahre später an François de Montmorency-Laval abtrat (im Tausch gegen die Île d’Orléans). Dieser übertrug seine Rechte 1680 an das Séminaire de Québec, das bis 1854 die Grundherrschaft über die Insel ausübte.
Die Gründung der ersten Pfarrei (Saint-François-de-Sales an der Ostspitze der Insel) erfolgte im Jahr 1702. Allmählich wurde die Insel in westlicher Richtung besiedelt, was die Gründung weiterer Dörfer und Pfarreien nach sich zog. Insgesamt blieb die Insel über zwei Jahrhunderte lang stark landwirtschaftlich geprägt. Während Sainte-Rose am Westufer administrativer Hauptort der Insel war, entwickelte sich Saint-Martin am Südufer zum wirtschaftlichen Mittelpunkt. Die ersten eigenständig verwalteten Gemeinden wurden 1845 gegründet. Der spezialisierte Gartenbau verdrängte die Subsistenzwirtschaft und die Île Jésus galt als „Garten von Montreal“. Mit der Eröffnung der Eisenbahn im Jahr 1876 wandelten sich einzelne Orte zu beliebten Destinationen für Sommerfrischen und Ausflüge der Montrealer.
Um die Jahrhundertwende setzte allmählich die Urbanisierung ein; im Jahr 1912 erlangte Laval-des-Rapides als erste Gemeinde den Stadtstatus. Aufgrund ihrer günstigen Lage als Vororte von Montreal verzeichneten die meisten Gemeinden auf der Insel in den folgenden Jahrzehnten einen enormen Bevölkerungszuwachs. Komplexe Verwaltungsstrukturen führten zu mangelnder Planungssicherheit und Doppelspurigkeiten beim Ausbau der Infrastruktur. 1961 fusionierten Saint-Martin, L’Abord-à-Plouffe und Renaud zur Stadt Chomedey. 1964 setzte die Provinzregierung eine Kommission zur Lösung der interkommunalen Probleme ein. In ihrem Schlussbericht empfahl die Kommission, alle Gemeinden zu vereinen. Am 6. August 1965 erließ die Regierung ein entsprechendes Dekret. Folgende 14 Gemeinden fusionierten zur Stadt Laval:
| - Auteuil - Chomedey - Duvernay - Fabreville - Îles-Laval | - Laval-des-Rapides - Laval-Ouest - Laval-sur-le-Lac - Pont-Viau - Sainte-Dorothée | - Sainte-Rose - Saint-François - Saint-Vincent-de-Paul - Vimont |

Laval war damit auf einen Schlag zur zweitbevölkerungsreichsten Stadt der Provinz geworden. Benannt ist sie nach François de Montmorency-Laval, dem ersten römisch-katholischen Bischof in Québec. Laval entwickelte sich zu einem bedeutenden Industrie- und Dienstleistungszentrum. Großflächige Landwirtschaftsareale und historische Dorfkerne sind jedoch erhalten geblieben.

## Bevölkerung
Gemäß der Volkszählung 2011 zählte Laval 401.553 Einwohner, was einer Bevölkerungsdichte von 1625,1 Einw./km² entspricht. 60,8 % der Bevölkerung gaben Französisch als Hauptsprache an, der Anteil des Englischen betrug 7,0 %. Als zweisprachig (Französisch und Englisch) bezeichneten sich 0,9 %, auf andere Sprachen und Mehrfachantworten entfielen 31,3 %. Zu den bedeutendsten nichtoffiziellen Hauptsprachen gehörten Arabisch (5,6 %), Italienisch (4,2 %), Griechisch (3,5 %) und Spanisch (2,9 %). Ausschließlich Französisch sprachen 36,6 %. Im Jahr 2001 waren 81,1 % der Bevölkerung römisch-katholisch, 6,3 % orthodox, 3,3 % protestantisch und 4,4 % konfessionslos.
Bevölkerungsentwicklung (Zahlen vor 1971 fassen die zuvor eigenständigen Gemeinden zusammen):
| Jahr      | 1871  | 1901   | 1931   | 1951   | 1961    | 1971    | 1981    | 1991    | 2001    | 2011    |
| Einwohner | 9.472 | 10.248 | 16.150 | 37.483 | 124.741 | 228.010 | 268.335 | 314.398 | 343.005 | 401.553 |

## Wirtschaft
Die Wirtschaft Lavals ist diversifiziert, wobei der Schwerpunkt auf der Spitzentechnologie und dem Dienstleistungssektor liegt. Im Norden und Osten der Insel ist der Primärsektor mit Steinbrüchen und Landwirtschaftsbetrieben weiterhin präsent. Insgesamt gab es 2011 in Laval mehr als 10.000 verschiedene Unternehmen mit zusammen über 140.000 Beschäftigten; über ein Drittel der Bevölkerung arbeitet in der Stadt selbst. Die von der Stadt eingesetzte Behörde Laval Technopôle fördert nach dem Vorbild des Technopolis-Konzepts die Ansiedlung von Unternehmen in sechs verschiedenen Bereichen:
- Agropôle – Produktion, Weiterverarbeitung und Distribution von Lebensmitteln, ebenso Forschung im Bereich Lebensmitteltechnologie
- Cité de la Biotech – Forschung und Entwicklung in den Bereichen Biowissenschaften und Biotechnologie
- e-Pôle – Entwicklung von Software und IT-Dienstleistungen
- Pôle Industriel – Industriebetriebe in unterschiedlichen Branchen, ebenso Bauwirtschaft
- Dienstleistungen und Hauptsitze
- Freizeit und Tourismus

Große Unternehmen mit Sitz in Laval sind Bausch Health, vormals Valeant Pharmaceuticals International, ein international tätiges pharmazeutisches Unternehmen  und die multinationale Convenience-Shop-Kette Alimentation Couche-Tard mit angeschlossenen Tankstellennetzen. Weitere Bedeutung hat die zur mexikanischen Grupo Bimbo gehörige Großbäckerei Multi-Marques und die Shoppingmall Carrefour Laval; mit mehr als 350 Läden und einer Verkaufsfläche von über 115.000 m² ist sie das größte Einkaufszentrum im Ballungsraum Montreal.

## Verkehr
Fünf Autobahnen durchqueren das Stadtgebiet. Vier von ihnen beginnen im benachbarten Montreal und führen in nördlicher Richtung. Am westlichsten gelegen ist die Autoroute 13 (Autoroute Chomedey) nach Boisbriand, die auch die kürzeste Verbindung zum Flughafen Montréal-Trudeau in Dorval darstellt. Es folgt die Autoroute 15 (Autoroute des Laurentides) in Richtung Saint-Jérôme und Sainte-Agathe-des-Monts. Die Autoroute 19 (Autoroute Papineau) ist eine kurze Verbindung von lokaler Bedeutung. Die Autoroute 25 (Autoroute Louis-H.-Lafontaine) verbindet Laval mit Saint-Esprit und Longueuil. In West-Ost-Richtung verläuft die Autoroute 440, die als Querspange die vier erwähnten Autobahnen miteinander verbindet. Provinzstraßen von überregionaler Bedeutung sind die Route 117 nach Rouyn-Noranda, die Route 125 nach Saint-Donat und die Route 148 in Richtung Gatineau.

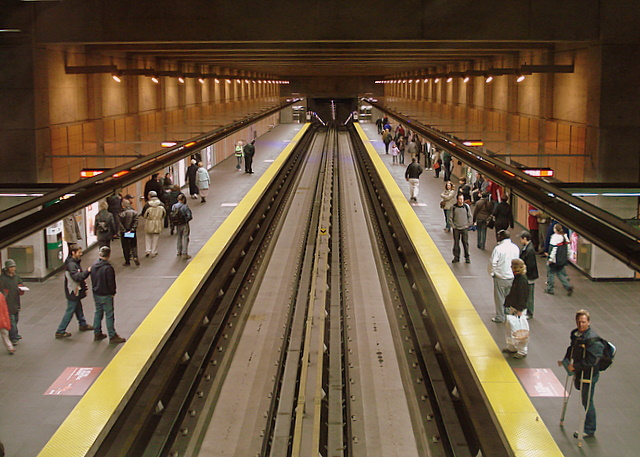
Metrostation Cartier

Von der Region Rive-Nord und von der Île de Montréal aus ist Laval aufgrund der Insellage für den Straßenverkehr nur über Brücken erreichbar. Je sieben Straßenbrücken führen über den Rivière des Mille Îles und den Rivière des Prairies (siehe auch Liste der Brücken und Tunnel zur Île de Montréal). Zwischen dem Stadtteil Laval-sur-le-Lac und der Île Bizard verkehrt im Sommerhalbjahr eine Fähre.
Das Zentrum der Insel wird durch die exo-Vorortseisenbahnlinie zwischen Montreal und Saint-Jérôme erschlossen (Bahnhöfe De La Concorde, Vimont und Sainte-Rose). Zwei weitere Bahnhöfe (Île Bigras und Sainte-Dorothée) befinden sich im äußersten Südwesten an der Linie von Montreal nach Deux-Montagnes. Diese ist zurzeit stillgelegt und soll 2023/24 durch das Réseau express métropolitain ersetzt werden. Die Bahnstrecke von Laval nach Mascouche und Trois-Rivières dient zurzeit nur dem Güterverkehr.
Die Société de transport de Laval betreibt ein dichtes Busnetz mit über vierzig Linien. Im Jahr 2007 wurde die Linie 2 (orange Linie) der Metro Montreal nach Laval verlängert. Auf Stadtgebiet gibt es zurzeit drei Stationen (Cartier, De La Concorde und Montmorency). Es gibt Pläne, die Linie 2 mit ihrem anderen Streckenende bei Côte-Vertu zu verknüpfen und sie auf diese Weise zu einer Ringlinie auszubauen; zusammen mit einem Abzweig zum Carrefour Laval würden in der Stadt fünf neue Stationen entstehen.

## Kultur

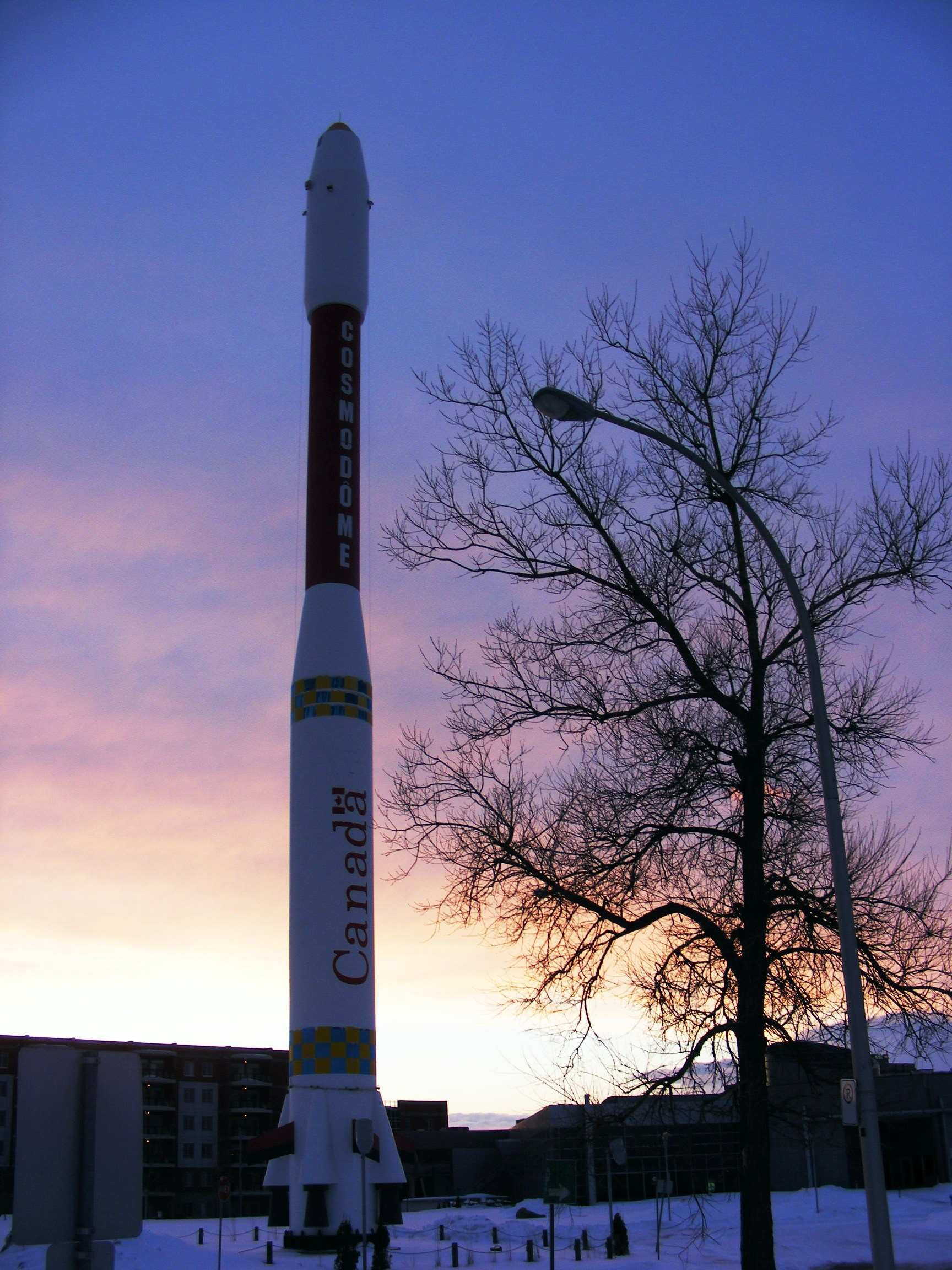
Cosmodrome

Das Cosmodome ist ein Science Center (Wissenschaftsmuseum), das die Raumfahrt und dem Weltall im Allgemeinen befasst. Im Musèe Armand-Frappier werden wissenschaftliche Ausstellungen zum Thema Gesundheit durchgeführt. Ebenfalls besichtigt werden kann das Wasserkraftwerk Rivière-des-Prairies von Hydro-Québec. Seit 2005 findet jährlich das Musikfestival Mondial Loto-Québec de Laval statt; mit über 500.000 Besuchern handelt es sich dabei um das weltweit größte Festival für Chormusik.

## Bildung
Laval verfügt zwar über keine eigene Universität, doch sowohl die Université de Montréal (UdeM) als auch die Université du Québec à Montréal (UQAM) betreiben in der Stadt je einen Campus, beide im Stadtteil Laval-des-Rapides. Der UQAM-Campus wurde 1983 gegründet, der UdeM-Campus besteht seit 2011.
Auf der Mittelschulstufe gibt es in Laval ein Cégep (Collège d’enseignement général et professionnel), das Collège Montmorency. Es vereint die Vorbereitung auf die universitäre Bildung und die technische Berufsschule. Zwei Schulbehörden sind für Kindergärten, Grund- und Sekundarschulen, Erwachsenenbildung und Berufsbildung zuständig: die Commission scolaire de Laval für französischsprachige Schüler und das Sir Wilfrid Laurier School Board für englischsprachige Schüler.

## Sport

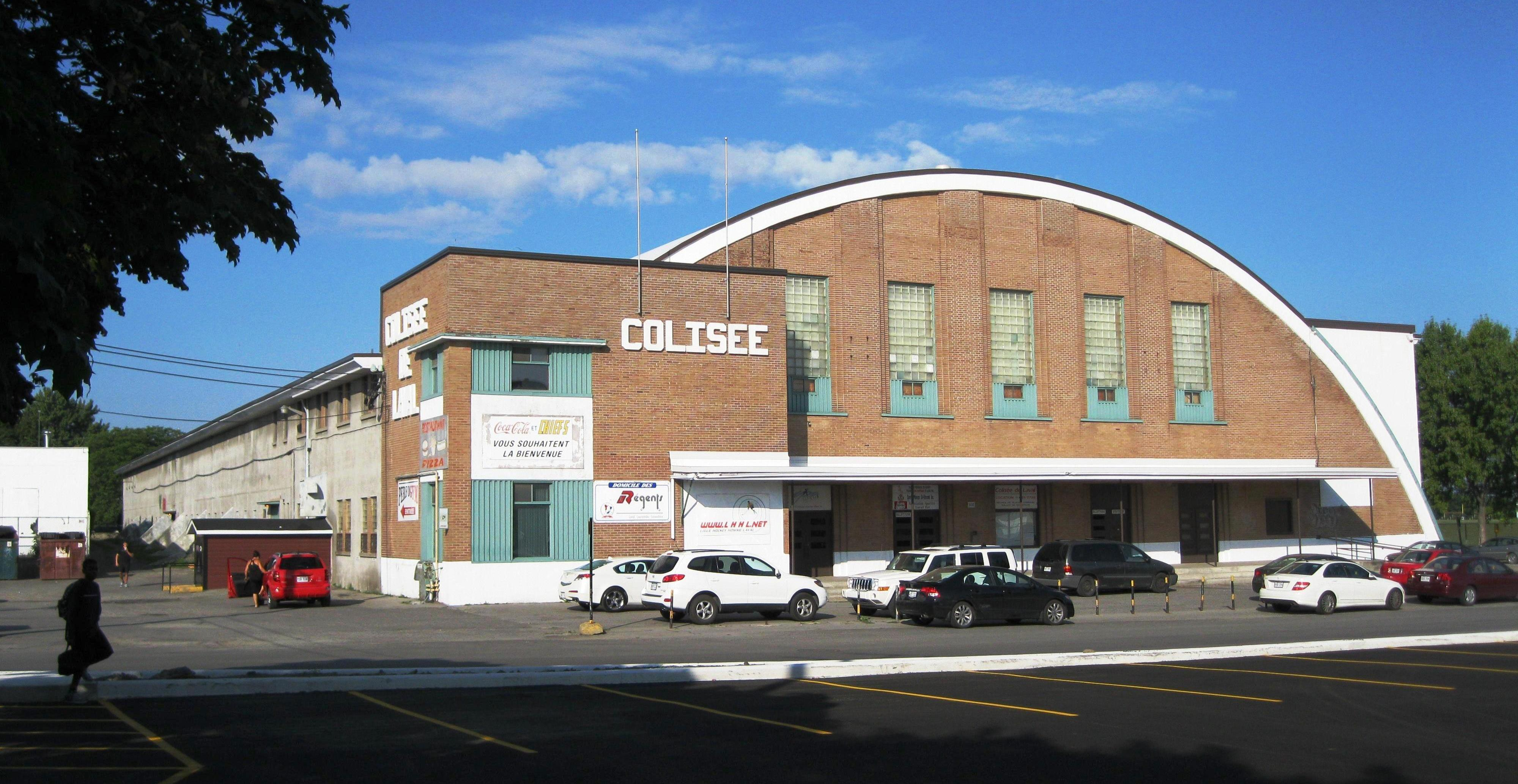
Colisée de Laval

Die Rocket de Laval (englisch Laval Rocket) sind ein Eishockeyfranchise, das seit der Saison 2017/18 in der American Hockey League (AHL) spielt. Es fungiert als Farmteam der Canadiens de Montréal aus der National Hockey League und trägt seine Heimspiele im 2017 eröffneten Place Bell aus.
Das 1954 erbaute Sportarena Colisée de Laval im Stadtteil Saint-Vincent-de-Paul fasst 3.500 Zuschauer und wird vor allem für Eishockeyspiele verwendet. Es ist zurzeit das Heimstadion der Braves de Laval in der Ligue Nord-Américaine de Hockey (LNAH). Frühere Teams waren die Saints de Laval in der Ligue de hockey junior majeur du Québec (LHJMQ), die Titan de Laval (LHJMQ) und die Chiefs de Laval (LNAH). Das Colisée Laval wird auch für Basketballspiele der Laval Kebs in der National Basketball League of Canada verwendet. Die Comètes de Laval, ein Frauenfußball-Verein in der USL W-League, tragen ihre Heimspiele im Centre Sportif Bois-de-Boulogne aus.

## Partnerstädte
Die Stadt unterhält mehrere Städtepartnerschaften: seit 1984 mit Laval (Frankreich), seit 1986 mit Petach Tikwa (Israel) und seit 2000 mit Nizza (Frankreich). Hinzu kommen Abkommen über Wirtschafts- und Kulturkooperationen mit mehr als einem Dutzend weiterer Städte, u. a. seit 2005 mit Klagenfurt (Österreich).

## Persönlichkeiten
- Donald Audette (* 1969), Eishockeyspieler
- Erik Bazinyan (* 1995), Profiboxer
- David Belhumeur (* 1970), Freestyle-Skier
- Jonathan Bernier (* 1988), Eishockeytorwart
- Michel Courtemanche (* 1964), Komiker und Schauspieler
- Alexandre Daigle (* 1975), Eishockeyspieler
- Jean-Sébastien Dea (* 1994), Eishockeyspieler
- Alexandre Despatie (* 1985), Turmspringer
- Simon Després (* 1991), Eishockeyspieler
- Stéphanie Dubois (* 1986), Tennisspielerin
- Pascal Dupuis (* 1979), Eishockeyspieler
- Philippe Dupuis (* 1985), Eishockeyspieler
- Roseline Filion (* 1987), Wasserspringerin
- Steven Finn (* 1966), Eishockeyspieler
- Frédérik Gauthier (* 1995), Eishockeyspieler
- Alexandre Grenier (* 1991), Eishockeyspieler
- Martin Grenier (* 1980), Eishockeyspieler
- Fernand Jetté (1921–2000), katholischer Ordensgeistlicher, Generaloberer
- Mathieu Joseph (* 1997), Eishockeyspieler
- Pierre-Olivier Joseph (* 1999), Eishockeyspieler
- Joseph Lajeunesse (1818–1904), Musiker und Musikpädagoge
- Sébastien Lefebvre (* 1981), Musiker
- Peter M. Lenkov, Filmproduzent und Drehbuchautor
- Maxime Macenauer (* 1989), Eishockeyspieler
- Alain Masson (* 1961), Radsportler und Skilangläufer
- Marie-Andrée Masson (* 1963), Skilangläuferin
- Jean-Marc Narbonne (* 1957), Philosoph und Philosophiehistoriker auf dem Gebiet der antiken griechischen Philosophie
- Joëlle Numainville (* 1987), Radrennfahrerin
- Gédéon Ouimet (1823–1905), Politiker
- Léo-Ernest Ouimet (1877–1972), Kinodirektor, Filmverleiher und -produzent
- Francis Perron (* 1996), Eishockeyspieler
- Stéphane Rochon (* 1974), Freestyle-Skier
- Martin St. Louis (* 1975), Eishockeyspieler
- José Théodore (* 1976), Eishockeytorwart
- Pascal Vincent (* 1991), Eishockeyspieler
- Maxime Macenauer (* 1989), Eishockeyspieler
- xQc (* 1995), Streamer
- Alexis Galarneau (* 1999), Tennisspieler